# باودينغ
باودينغ (بالصينية: 保定市) هي مدينة من مدن الصين. يبلغ ارتفاع المدينة عن سطح البحر قرابة 25 متر. تبلغ مساحتها 22185 كم².

## المناخ
يظهر الجدول التالي التغييرات المناخية على مدار السنة لباودينغ:
| البيانات المناخية لـباودينغ        | البيانات المناخية لـباودينغ | البيانات المناخية لـباودينغ | البيانات المناخية لـباودينغ | البيانات المناخية لـباودينغ | البيانات المناخية لـباودينغ | البيانات المناخية لـباودينغ | البيانات المناخية لـباودينغ | البيانات المناخية لـباودينغ | البيانات المناخية لـباودينغ | البيانات المناخية لـباودينغ | البيانات المناخية لـباودينغ | البيانات المناخية لـباودينغ | البيانات المناخية لـباودينغ |
| الشهر                              | يناير                       | فبراير                      | مارس                        | أبريل                       | مايو                        | يونيو                       | يوليو                       | أغسطس                       | سبتمبر                      | أكتوبر                      | نوفمبر                      | ديسمبر                      | المعدل السنوي               |
| ---------------------------------- | --------------------------- | --------------------------- | --------------------------- | --------------------------- | --------------------------- | --------------------------- | --------------------------- | --------------------------- | --------------------------- | --------------------------- | --------------------------- | --------------------------- | --------------------------- |
| الدرجة القصوى °م (°ف)              | 14.9 (58.8)                 | 23.1 (73.6)                 | 26.7 (80.1)                 | 33.8 (92.8)                 | 37.8 (100.0)                | 41.6 (106.9)                | 41.6 (106.9)                | 37.7 (99.9)                 | 34.3 (93.7)                 | 31.0 (87.8)                 | 23.5 (74.3)                 | 17.1 (62.8)                 | 41.6 (106.9)                |
| متوسط درجة الحرارة الكبرى °م (°ف)  | 2.5 (36.5)                  | 5.8 (42.4)                  | 12.6 (54.7)                 | 21.3 (70.3)                 | 27.0 (80.6)                 | 31.7 (89.1)                 | 31.7 (89.1)                 | 30.1 (86.2)                 | 26.5 (79.7)                 | 20.0 (68.0)                 | 10.8 (51.4)                 | 4.1 (39.4)                  | 18.7 (65.6)                 |
| المتوسط اليومي °م (°ف)             | −3.2 (26.2)                 | −0.1 (31.8)                 | 6.6 (43.9)                  | 14.9 (58.8)                 | 20.6 (69.1)                 | 25.4 (77.7)                 | 26.8 (80.2)                 | 25.3 (77.5)                 | 20.6 (69.1)                 | 13.6 (56.5)                 | 5.1 (41.2)                  | −1.2 (29.8)                 | 12.9 (55.2)                 |
| متوسط درجة الحرارة الصغرى °م (°ف)  | −7.7 (18.1)                 | −4.7 (23.5)                 | 1.3 (34.3)                  | 8.8 (47.8)                  | 14.5 (58.1)                 | 19.6 (67.3)                 | 22.6 (72.7)                 | 21.4 (70.5)                 | 15.7 (60.3)                 | 8.7 (47.7)                  | 0.8 (33.4)                  | −5.2 (22.6)                 | 8.0 (46.4)                  |
| أدنى درجة حرارة °م (°ف)            | −19.6 (−3.3)                | −15.7 (3.7)                 | −14.8 (5.4)                 | −3.2 (26.2)                 | 5.5 (41.9)                  | 10.7 (51.3)                 | 13.4 (56.1)                 | 12.6 (54.7)                 | 5.7 (42.3)                  | −2.3 (27.9)                 | −11.6 (11.1)                | −17.9 (−0.2)                | −19.6 (−3.3)                |
| الهطول مم (إنش)                    | 2.0 (0.08)                  | 4.8 (0.19)                  | 8.0 (0.31)                  | 17.1 (0.67)                 | 32.6 (1.28)                 | 64.0 (2.52)                 | 172.2 (6.78)                | 133.7 (5.26)                | 43.1 (1.70)                 | 21.4 (0.84)                 | 10.5 (0.41)                 | 3.1 (0.12)                  | 512.5 (20.16)               |
| متوسط أيام هطول الأمطار (≥ 0.1 mm) | 1.6                         | 2.0                         | 3.1                         | 4.2                         | 5.7                         | 7.7                         | 11.7                        | 11.3                        | 6.9                         | 4.9                         | 3.3                         | 1.6                         | 64.0                        |
| المصدر: Weather China              |                             |                             |                             |                             |                             |                             |                             |                             |                             |                             |                             |                             |                             |

## توأمة
لباودينغ اتفاقيات توأمة مع كل من:
- تشارلوت
- يوناغو
- هافنارفيوردور

## أعلام
- تسي جون
- غوه جينغ جينغ
- زهانغ تشينغدونغ
- لي تشيان
- بانج وي